# Typhlops dominicanus
Typhlops dominicanus este o specie de șerpi din genul Typhlops, familia Typhlopidae, descrisă de Stejneger 1904. Conform Catalogue of Life specia Typhlops dominicanus nu are subspecii cunoscute.